# Mitbek
Der Mitbek ist ein Nebenfluss der Höllenau in Schleswig-Holstein. Der Fluss hat eine Länge von ungefähr 4 km. Er entspringt südlich von Nortorf in der Nähe von Krogaspe, fließt mit dem Eckbek zusammen und mündet bei Böken in die Höllenau.